# Hans Nägeli
Hans Nägeli (1865 - 1945), was een Zwitsers politicus.
Hans Nägeli was lid van de Democratische Partij (DP). De DP was democratischer dan de tot dan toe in de stad Zürich dominante Vrijzinnig Democratische Partij (FDP).
Hans Nägeli werd in 1917 als opvolger van Jakob Robert Billeter tot stadspresident van Zürich (dat wil zeggen burgemeester) gekozen. In 1928 verwierf de Sociaaldemocratische Partij van Zwitserland (SP) na een verkiezingsoverwinning een meerderheid aan zetels in de gemeenteraad. Bij de verkiezingen om het stadspresidentschap later dat jaar, leed Nägeli een nederlaag en werd Emil Klöti (SP) tot stadspresident gekozen. Over het algemeen worden de verkiezingen van 1928 in de stad Zürich gezien als de spannendste die ooit in de stad zijn gehouden.
Hans Nägeli overleed in 1945.